# نیلوفر آبی شنلی
 نیلوفر آبی شنلی(نام علمی: Nymphaea capensis) نام یک گونه از سرده نیلوفر آبی است.